# Æon Flux (jogo eletrônico)
Æon Flux é a adaptação para videogame do filme de ficção científica Æon Flux, por sua vez, inspirado na série animada de mesmo nome. O jogo foi lançado em 15 de novembro de 2005, na América do Norte, para o PlayStation 2 e Xbox. O ciclo de desenvolvimento do jogo Æon Flux durou dez meses.

## História
Em um futuro estranho e distante, uma bela agente chamada Aeon Flux emprega todas as habilidades letais em sua disposição para perturbar a tirana "alma-esmagadora", que impregna as paredes, com a protetora da cidade-estado, Bregna. Sua nêmesis é Trevor Goodchild, um amante por vezes, ainda sendo o integral presidente do Conselho Breen. Aeon serve fielmente à rebelião do metro Monican, nos seus esforços para derrubar o Breen do poder. Porém, rivais mortais opõem-se a ela, a cada passo, e poderosas tentações testam a sua lealdade.

## Recepção
Em 31 de janeiro de 2006, a rede de televisão do videogame show G4, a X-Play, apresentou uma revisão do videogame Æon Flux baseado no filme. O segmento apresentou o co-anfitrião Morgan Webb do X-Play, vestido com uma roupa preta e peruca semelhante à original liquidada na Television - no estilo da personagem Æon Flux. Realizando a partir da perspectiva da própria Æon, Webb fez comentários sobre partes do jogo durante toda a sua revisão; e esta terminou com um Webb / Æon extremamente desencorajado, concluindo assim: "Finalmente tive o meu próprio videogame após 15 anos, e ficou '3 de 5'." - X-Play, sobre o rating de uma "média" do jogo.

## Tentativas
Esta não foi a primeira tentativa de uma Æon Flux baseada em videogame, mas o primeiro êxito. Excluindo um grande esforço de curta duração por um extinto em fase de arranque no desenvolvimento pelo estúdio, houve duas outras tentativas de criar um grande videogame sobre Æon Flux antes do lançamento de 2005.

### Primeira tentativa
Um jogo baseado na série animada original foi anunciado em 9 de abril de 1996 para a PlayStation e Windows 95. O jogo, que foi vagamente baseado no episódio "O demiurgo", estava sendo desenvolvido pela Cryo Interactive; e publicado pela Viacom New Media. O jogo fez uma primeira aparição na E3 desse mesmo ano; e sua publicidade comercial foi ainda incluída na liberação 1996 VHS da série animada.
A Viacom iria se fundir com a Virgin Interactive em meio ao desenvolvimento do jogo. A fusão acabaria por levar ao cancelamento dos jogos de desenvolvimento da Viacom's e, posteriormente, sem deixar à Crio os direitos de utilização da propriedade Æon Flux. Os ativos do jogo não foram perdidos; no entanto, foram reformulados. Mas em 1997, foi o título Pax Corpus, depois de ter sido despojado de todos os direitos autorais de associação com Æon Flux. O Pax Corpus não conserva muitas semelhanças evidentes com a série animada original. Especificamente, as partes do enredo são semelhantes aos de "O demiurgo"; e muitos detalhes na concepção carregam uma impressionante semelhança com exemplos encontrados no show. Um bom exemplo disto é que a protagonista feminina do jogo usa um vestido roxo e preto, não sendo algo diferente de Æon's.
A GameSpot tem mais informações sobre o título cancelado de 1996 pela Cryo Interactive.

### Segunda tentativa
Outra tentativa fracassada seria feita pela The Collective, por volta do ano 2000, e era para ser publicado pelo GT Interactive. Foi, então, usada uma versão atual do motor Unreal; e parecia ser uma terceira pessoa em 3D, ação semelhante ao título "O Coletivo", anterior do título "Star Trek: Deep Space Nine: The Fallen". Novamente, no entanto, em algum momento durante o desenvolvimento, o jogo foi cancelado e o projeto desapareceu.